# Pteromallosia albolineata
Pteromallosia albolineata là một loài bọ cánh cứng trong họ Cerambycidae.